# Mengesha Yohannes

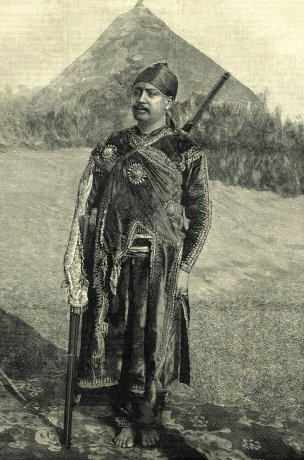
Ras Mengeša (um 1894)

Ras Mengeša Yohannes (Tigrinya መንገሻ ዮሐንስ, Mɛngɛša auch als Mengesha, Mangasha oder Mangašā transkribiert) (* 1865 in Tigray, Abessinien; † 29. Dezember 1906 oder Anfang 1907 in Ankober, Abessinien) war ein tigrinischer bzw. äthiopischer Fürst und Heerführer. Es gab unterschiedliche Angaben darüber, ob Ras Mengeša ein Neffe, Adoptivsohn, illegitimer oder legitimer Sohn des äthiopischen Kaisers Yohannes IV. war.

## Thronanwärter und Statthalter
Nachdem Yohannes' ältester Sohn und Kronprinz Araya Selassie Yohannes schon 1888 verstorben war, diente Ras Mengeša an Arayas Stelle im äthiopischen Heer. Der in der Schlacht von Gallabat 1889 tödlich verwundete Kaiser erklärte auf seinem Sterbebett Ras Mengeša zu seinem „natürlichen Sohn“ und Thronfolger. Ras Alula Engida, der angesehenste äthiopischen Heerführer, unterstützte ihn zunächst und drängte ihn, sich zum Kaiser zu proklamieren. Der junge Thronfolger war jedoch noch zu unerfahren, um sich gegen Menelik II. von Shewa durchsetzen zu können. Die kaiserliche Armee war nach Yohannes' Tod auseinandergelaufen, und Ras Mengešas Heimatprovinz Tigray war durch Krieg, Hungersnot und innerdynastische Rivalitäten geschwächt. Mit Hilfe der Italiener, die zunächst von Yohannes IV. und Ras Alula besiegt worden waren, wurde Menelik, der Yohannes jahrelang bekämpft hatte, 1889 an Ras Mengešas Stelle neuer Kaiser. Ras Mengeša, dem es nicht gelungen war, ein neues großes Heer gegen Menelik aufzustellen, musste sich zunächst unterwerfen und durfte Statthalter von Tigray bleiben. Im Vertrag von Uccialli hatte Menelik jedoch einige Gebiete Tigrays an die Italiener abgetreten, und Ras Mengeša musste sich auch darüber hinaus immer öfter der Italiener erwehren, die ihre Kolonie Italienisch-Eritrea über ganz Tigray auszudehnen beabsichtigten.

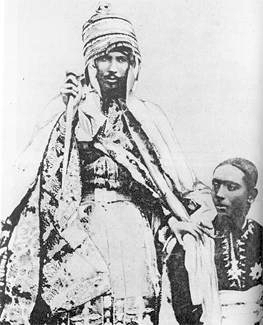
Yohannes IV. mit Sohn Araya Selassie
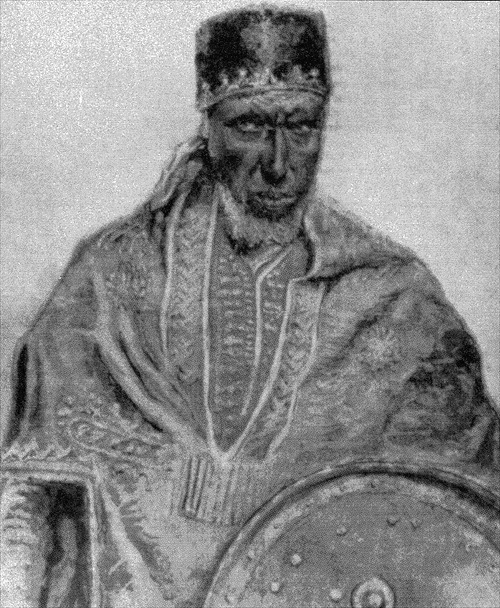
Alula Engida
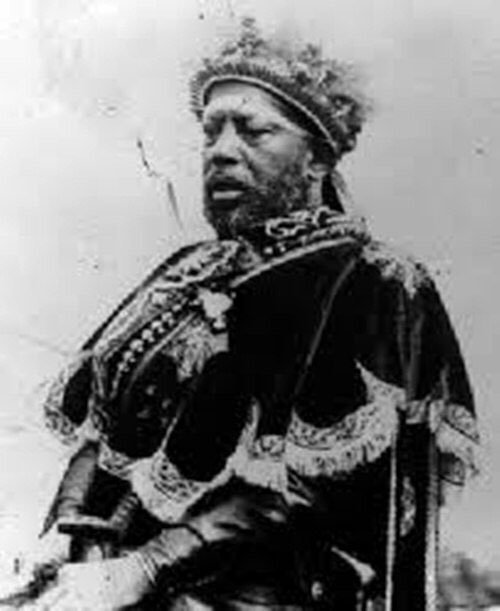
Menelik II.

## Gegner Italiens und Meneliks II.

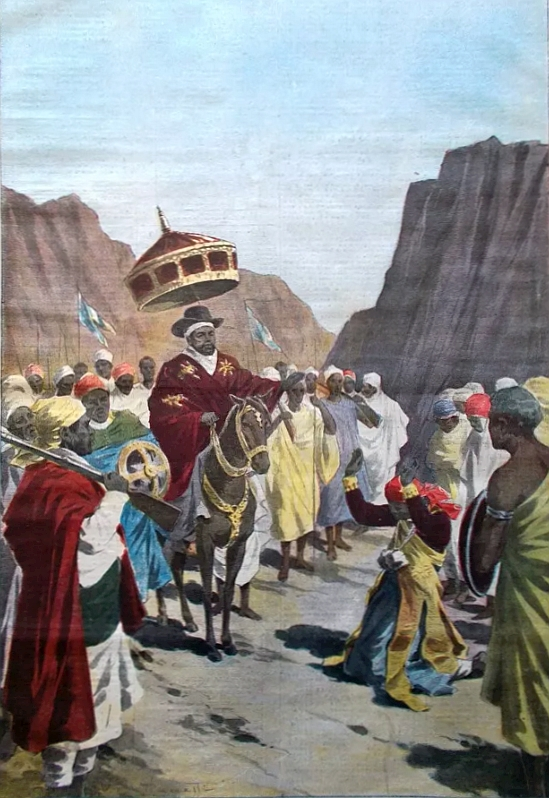
Als Zeichen der Unterwerfung mit einem Stein um den Hals (wie schon 1894) bat Ras Ras Mengeša 1899 Menelik II. vergeblich um Vergebung („La Tribuna Illustrata“ 1899)

Das Verhältnis zwischen Ras Mengeša und Ras Alula verschlechterte sich, als Ras Mengeša mit den Italienern zu verhandeln versuchte, statt sie weiter zu bekämpfen. Im Vertrag von Mareb (Konvention von Mareb) verbündete sich Ras Mengeša am 7. Dezember 1891 mit den Italienern gegen Menelik. Die Übergriffe der Italiener hielten jedoch an und Ras Mengeša konnte nicht gleichzeitig einen Zweifrontenkrieg gegen Italiener und Menelik führen, die ihrerseits miteinander verhandelten. Nach Vermittlung Ras Alulas unterwarf sich Ras Mengeša im Mai 1894 Menelik erneut, schloss mit ihm im Juni 1894 eine Allianz gegen Italien (Konvention von Entoto) und unterstützte im Dezember 1894 erfolglos tigrinische Aufstände in Eritrea (Aufstand des Bahta Hagos). Daraufhin begannen italienische Truppen mit der Invasion Tigrays und forderten von Menelik die Einsperrung Ras Mengešas. Trotz des Bündnisses mit Menelik blieb Ras Mengeša zunächst auf sich allein gestellt, unternahm aber einen Gegenangriff. Die Schlacht von Coatit (Kwatit) endete am 14. Januar 1895 noch unentschieden, doch Ras Mengeša musste sich angesichts hoher Verluste zurückziehen und erlitt schon am Folgetag bei Senafe eine nahezu vollständige Niederlage, woraufhin die Italiener in Tigray eindrangen und auch Ras Mengešas Hauptstadt Mek’ele besetzen konnten. Im Oktober 1895 unterlag Ras Mengeša bei Debra Ailà erneut, während Menelik den Italienern noch Verhandlungsangebote machte. Erst als die Italiener schon fast ganz Tigray besetzt hatten, kam Menelik im November 1895 zu Hilfe. Zusammen mit Ras Alula stellte Ras Mengeša ein neues Heer auf, kämpfte im Dezember 1895 an der Seite Meneliks bei Amba Alagi und trug im März 1896 wesentlich zum äthiopischen Sieg bei Adua bei.

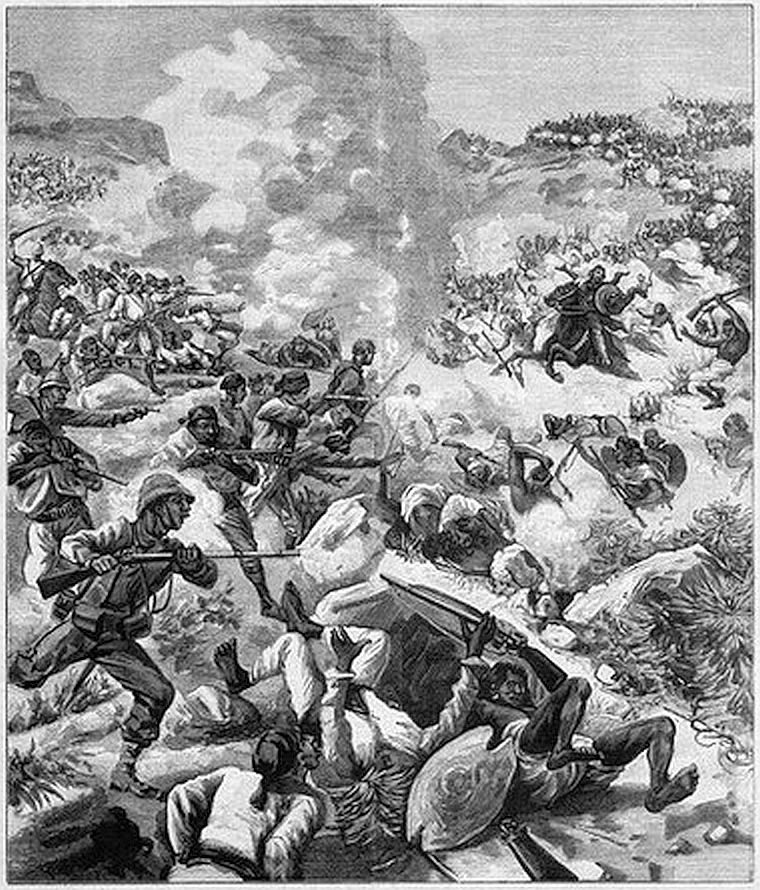
Schlacht von Coatit
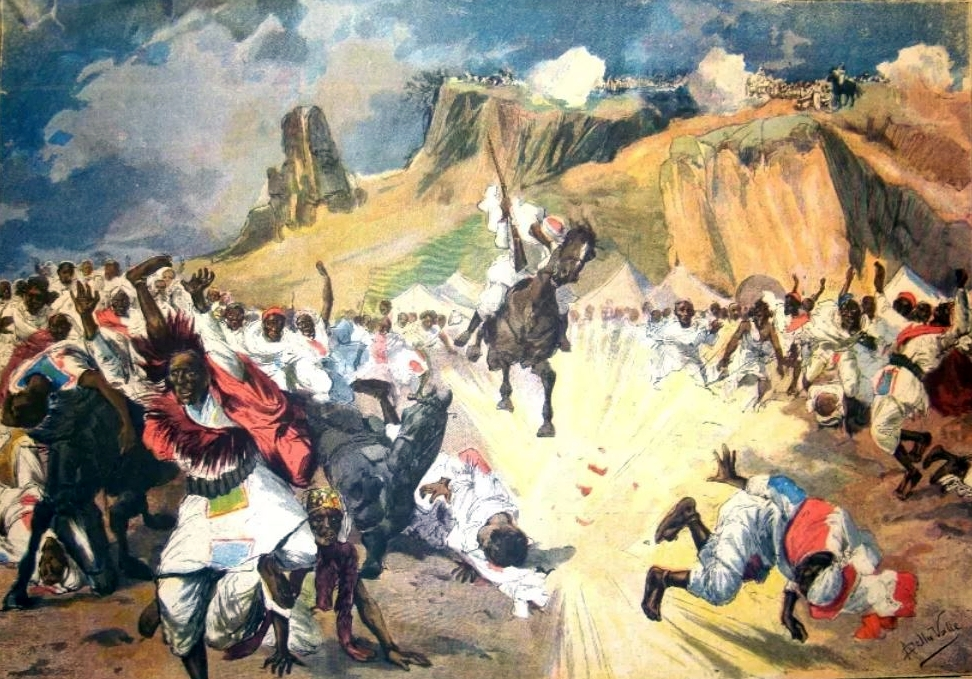
Schlacht von Senafe
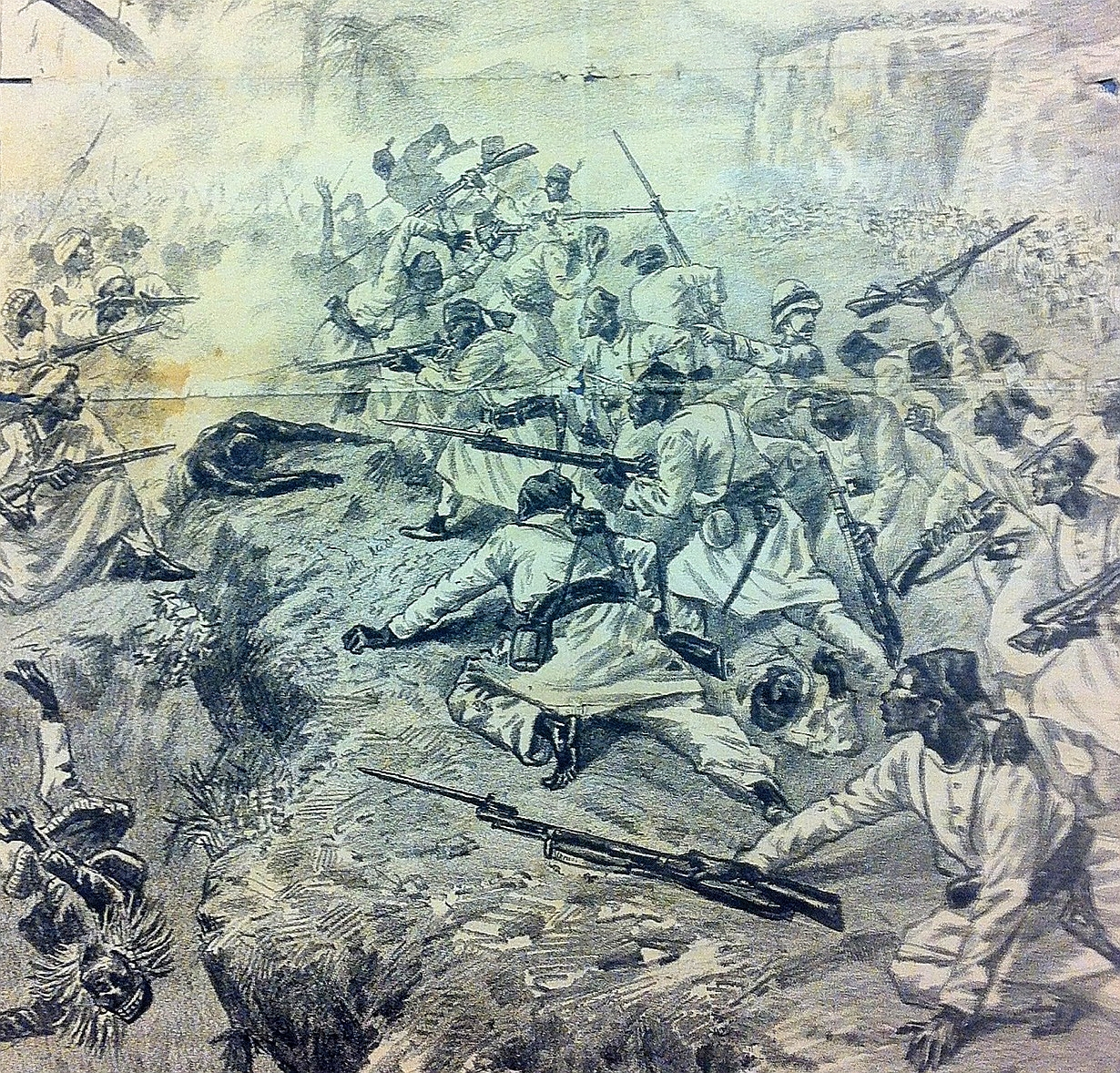
Schlacht von Debra Ailà

Nach Ras Alulas Tod erneuerte Ras Mengeša seine eigenen Thronambitionen, zahlte keine Abgaben mehr an die kaiserliche Zentralregierung und erklärte 1898, Menelik nicht länger als Kaiser anzuerkennen. Ras Mengeša stellte ein Heer auf, das jedoch größtenteils zum Feind überlief. Im Februar 1899 musste Ras Mengeša vor Meneliks General Ras Mekonnen kapitulieren und wurde als Gefangener nach Ankober gebracht. Neuer Statthalter in Tigray wurde zunächst Ras Mekonnen. Mit Ras Mekonnens Tod im März 1906 schienen Ras Mengešas Chancen zwar wieder zu steigen, nur wenig später starb jedoch auch Ras Mengeša unter ungeklärten Umständen.
Die Provinz Tigray wurde schließlich geteilt: in West-Tigray wurde Ras Mengešas Sohn Seyyum Mengeša (1887–1960) als Statthalter eingesetzt, in Ost-Tigray Araya Selassies Sohn Gugsa Araya Selassie (1885–1932).